# Zanclidia
Zanclidia là một chi bướm đêm thuộc họ Geometridae.